# Війни Обами
«Війни Обами» (англ. Obama’s Wars) — книга, яку написав журналіст-розслідувач, лауреат Пулітцерівської премії Боб Вудворд. Вийшла у видавництві Simon & Schuster 27 вересня 2010 року.

## Опис
У книзі основна увага приділяється внутрішнім дебатам та розбіжностям усередині адміністрації Обами з приводу участі США у війнах в Іраку та Афганістані. У ній йдеться про те, що вищі радники президента Барака Обами не беруть активнішої участі у стратегії війни в Афганістані, ніж вважалося раніше. У книзі стверджується, що Обама виступає за стратегію виведення військ з Афганістану та просування довгострокового процесу будівництва та зміцнення афганської держави, при цьому військова еліта лише пропонувала плани щодо збільшення чисельності американських військ у цій країні.
Обама показаний у постійному конфлікті з багатьма військовослужбовцями, зокрема з головою Об'єднаного комітету начальників штабів, адміралом Майком Малленом і командувачем військ США та НАТО в Афганістані, генералом Девідом Петреусом. Президент США даремно запитує у них плани та рекомендації щодо якнайшвидшого припинення війни та виведення американських військ з Афганістану. Автор книги докладно простежує ці конфлікти на основі більш ніж 20 секретних зустрічей та майже 40 приватних розмов між Обамою, членами його кабінету, його радниками та представниками розвідки.
Боб Вудворд цитує генерала Петреуса, який заявив, що його поколінню доведеться боротися в цій війні до кінця свого життя, і, можливо, його дітям. У книзі описується, що у президента Афганістану Хаміда Карзая біполярний розлад. Вудворд повідомляє, що посол США в Афганістані Карл Ейкенберрі заявив, що афганський лідер був непередбачуваним, оскільки він то приймає ліки, то не приймає.

## Критика
У коментарях, зроблених для преси 22 вересня 2010 року, прессекретар Білого дому Роберт Гіббс відповів на книгу, заявивши: «Я скажу, що я думаю, що книга зображує продуманий, енергійний політичний процес, який привів нас до стратегії, яка дає нам найкращі шанси на досягнення наших цілей та завдань в Афганістані». Він також прокоментував: «Я сподіваюся, що люди прочитають всю книгу і побачать, що у нас була політика, яка… і ситуація в Афганістані, якій не приділялося належної уваги протягом 7 років, яка гостро потребувала ресурсів і відчайдушно потребувала нових ідей та нової стратегії. І президент знову керував процесом, який був вдумливим і навмисним і зосередженим на тому, щоб знайти те, що було б нашим найкращим шансом на успіх».
У своєму відео під назвою «Послання до американського народу» Усама бен Ладен рекомендує прочитати цю книгу, щоб отримати уявлення про неправильне ведення воєн в Іраку та Афганістані президентом Бараком Обамою.
Московський зовнішньополітичний експерт Андрій Піонтковський прокоментував уривки з книги Боба Вудворда таким чином: «Щось дуже негаразд твориться з афганською стратегією Обами, це було ясно давно. І книга Вудворда це підтвердила. Цілком ясно, що Обама твердо налаштувався на вихід з Афганістану. <…> Я уважно прочитав і ці витримки, і три його [Боба Вудворда] колишні книги з війн попередніх президентів. Він прагне впливати на стратегію. Він взагалі вважає себе найбільшим гуру. <…> Але наприкінці книги Вудворд наводить повний, достовірний текст меморандуму Обами від грудня минулого [2009] року, де президент формулює цілі та методи ведення війни. У будь-якій поточній війні це цінна інформація для противника».